# Aimo Cajander
Aimo Kaarlo Cajander (4. april 1879 i Uusikaupunki – 21. januar 1943 i Helsinki) var en finsk botaniker og politiker. Han er bedst kendt som Finlands statsminister indtil udbruddet af Vinterkrigen. 
Han var professor i skovbrug mellem 1911 og 34; generalsekretær for Finlands skov- og parkvæsen mellem 1934 og 1943; statsminister i 1922, 1924 og mellem 1937 og 1939;. Han var også partileder for Nationalt Fremskridtsparti 1933–1943; og medlem af det finske parlament.
Cajanders navn er kendt i forbindelse med "Model Cajander", som dannede mode for mange finske soldater under Vinterkrigen. Hæren var dårligt udrustet, så en værnepligtig fik kun udleveret et bælte og et emblem til at sætte fast til hovedbeklædningen, således at kravene i Haag-konventionerne af 1899 og 1907 blev overholdt — samt om muligt et gevær. I øvrigt måtte den værnepligtige bruge eget tøj og udrustning.